# Armand Putzeys

Armand Putzeys (Engis, 30 de noviembre de 1916 - Sint-Jans-Molenbeek, 24 de noviembre de 2003) fue un ciclista belga que fue profesional entre 1938 y 1946. 
El 1936, todavía como amateur, tomó parte en los Juegos Olímpicos de Berlín, en que ganó una medalla de bronce en la prueba de ruta por equipos, junto a Auguste Garrebeek, Joseph Lowagie y Jean-François Van Der Motte.
En estos mismos Juegos participó en la cursa individual y en la persecución por equipos, quedando en octava posición y eliminado en cuartos de final respectivamente.

## Palmarés
- 1936
  - Campeón de Bélgica en ruta amateur 
  - Medalla de bronce a los Juegos Olímpicos de Berlín en ruta por equipos
- 1942
- 1º en Hollogne-aux-Pierres
- 1943
- 1º en Wanze